# Clarence White (músico)
Clarence White (nacido Clarence Joseph LeBlanc; 7 de junio de 1944 – 14 de julio de 1973) fue un guitarrista estadounidense de bluegrass y country y cantante. Es conocido por ser miembro de la banda de bluegrass Kentucky Colonels y de la de rock The Byrds, además de ser uno de los pioneros del country rock a finales de los años 60.  White también trabajó como músico de sesión y tocó con bandas como The Everly Brothers, Joe Cocker, Ricky Nelson, Pat Boone, The Monkees, Randy Newman, Gene Clark, Linda Ronstadt, Arlo Guthrie, Jackson Browne, entre otros. Junto con Gene Parsons, inventó el B-Bender, un accesorio que permite al guitarrista doblar la cuerda si un tono y así emular el sonido de una pedal steel guitar. Entró en la International Bluegrass Music Association Hall of Fame en 2016.

## Biografía

### Comienzos
Clarence Joseph LeBlanc nació el 7 de junio de 1944 en Lewiston, Maine. Su familia era de ascendencia francocanadiense, emigró desde Nuevo Brunswick (Canadá) y se cambió el nombre a White. Su padre, Eric LeBlanc, tocaba la guitarra, el banyo, el violín tradicional y la armónica, por lo que White se crio en un entorno musical. Comenzó a tocar la guitarra a la edad de seis años pero, al ver sus limitaciones por su corta edad, decidió tocar un tiempo el ukulele, debido al tamaño del instrumento.
En 1954, a los diez años de edad, la familia se mudó a Burbank, California y poco después Clarence unió fuerzas con sus hermanos Roland y Eric Jr. (quienes tocaban mandolina y banyo respectivamente) para formar un trío musical llamado Three Little Country Boys. A veces se les unía su hermana Joanne al contrabajo. A pesar de que comenzaron tocando música country, rápidamente cambiaron su repertorio a exclusivamente bluegrass, en gran medida debido al interés de Roland en este género. Ya en sus comienzos la banda ganó un concurso de talentos en la radio KXLA de Pasadena y para 1957, ya habían llamado la atención del guitarrista country Joe Maphis. Con su ayuda, Three Little Country Boys participaron en varias ocasiones en el programa televisivo Town Hall Party.
En 1957, Billy Ray Latham (banyo) y LeRoy Mack (dobro) se sumaron a la formación, que se cambió el nombre poco después a The Country Boys. Para 1961, la banda ya había aparecido en sendas ocasiones en The Andy Griffith Show. Ese mismo año añadieron a Roger Bush al contrabajo, para reemplazar a Eric White, Jr., quien abandonó para casarse. Entre 1959 y 1962, Country Boys publicó tres sencillos en distintas discográficas; Sundown, Republic y Briar International.

### The Kentucky Colonels
En septiembre de 1962, Country Boys grabaron su álbum debut para la discográfica Briar International. A sugerencia de Maphis se cambiaron el nombre a Kentucky Colonels y el disco salió a la venta a comienzos de 1963 con el título de The New Sound of Bluegrass America. En esta misma época, el estilo flatpicking de White ya comenzaba a ser prominente en el sonido del grupo. Después de asistir a un concierto de Doc Watson en el club de folk Ash Grove de Los Ángeles, donde conoció al artista, Clarence comenzó a explorar las posibilidades de la guitarra acústica en la música bluegrass. Para aquel entonces, la guitarra acústica estaba relegada casi exclusivamente a un plano de instrumento rítmico, con muy pocos guitarristas, entre ellos Doc Watson, Earl Scruggs y Don Reno, que explotasen su potencial como instrumento solista. White comenzó a integrar elementos del estilo de Watson, como el encordado abierto y las síncopas, dentro de su técnica flatpicking. Su virtuosismo y velocidad ayudaron en gran medida a que la guitarra acústica se convirtiese en un instrumento solista dentro del bluegrass. Además, Kentucky Colonels a menudo incluía armonías vocales con Clarence como vocalista principal y barítono, Roland también vocalista y tenor, Roger vocalista y bajo y Billy Ray vocalista tenor y barítono alto.
Después de la publicación de su primer disco, Kentucky Colonels hizo multitud de conciertos en California y el resto de Estados Unidos, entre ellos el Monterey Folk Festival de mayo de 1963. Entre conciertos, White apareció como artista invitado en el disco New Dimensions in Banjo & Bluegrass de Eric Weissberg y Marshall Brickman, reeditado en 1973 como banda sonora de la película Deliverance.
A lo largo de 1964, Kentucky Colonels siguió tocando en conciertos y firmaron con la discográfica World Pacific Records del productor discográfico Jim Dickson, quien después se convirtió en el mánager de la banda de folk rock The Byrds. En julio de 1964, después de reclutar al violinista Bobby Sloan, publicaron su segundo disco, un instrumental titulado Appalachian Swing! a través de World Pacific, que fue un éxito comercial. El crítico de Allmusic Thom Owens ha dicho del disco que es "uno de los discos más influyentes de la música bluegrass, sobre todo debido a la increíble guitarra de Clarence White". Para finales de año, Kentucky Colonels eran considerados por seguidores y críticos como la mejor banda de bluegrass de Estados Unidos.
Poco después de la grabación de Appalachian Swing!, Roland y Clarence comenzaron a trabajar como músicos de sesión para Tut Taylor en su álbum Dobro Country publicado por World Pacific a finales de 1964. A pesar de que se les contrató como músicos de sesión, el álbum salió acreditado a Tut Taylor, Roland y Clarence White. A pesar de su relativamente exitosa carrera como banda de bluegrass, les resultaba difícil vivir de ello. La resurrección de la música folk estadounidense de finales de los años 50 y principios de los 60, que ayudó a facilitar el éxito comercial de Kentucky Colonels, para 1964 había perdido mucha popularidad frente a la música pop y la música beat de la Invasión británica. Sin embargo, no fue hasta mediados de 1965, con la publicación de la canción folk rock de The Byrds "Mr. Tambourine Man" y "Subterranean Homesick Blues" de Bob Dylan, que el folk revival se tambaleó del todo. Poco después, muchos jóvenes intérpretes de folk y algunos de bluegrass se comenzaron a pasar a la instrumentación eléctrica. The Kentucky Colonels también lo hicieron, introduciendo instrumentos eléctricos y contratando un batería a mediados de 1965. Añadieron al violinista Scotty Stoneman en esta época, para reemplazar a Sloan, aunque de todas formas Kentucky Colonels se separó tocando su último concierto el 31 de octubre de 1965.
Clarence reunió en 1966 a sus hermanos Roland y Eric, junto con Dennis Morris (guitarra rítmica), Bob Warford (banyo) y Bobby Crane (violín), para formar un nuevo Kentucky Colonels. Esta versión de la banda hizo algunos conciertos sueltos y grabó una serie de maquetas que finalmente vieron la luz en 1976 en un disco titulado Kentucky Colonels 1966. Siguieron tocando hasta 1967, cuando Bill Monroe and the Blue Grass Boys le pidió a Clarence que tocase con él. Clarence declinó la oferta, pero recomendó a su hermano Roland, quien se unió a Monroe y, entonces, Kentucky Colonels se disolvió definitivamente.

### Músico de sesión (1966-1968)
En 1964, White comenzó a mirar más allá del bluegrass y a virar hacia el rock 'n' roll para expresarse artísticamente. A pesar de que sus grandes influencias eran guitarristas de country como Doc Watson, Don Reno y Joe Maphis, idolatraba al guitarrista de jazz Django Reinhardt, al de rock Chuck Berry y al músico de estudio James Burton. White anticipó la viabilidad de la mezcla folk/rock cuando, en el verano de 1964, Jim Dickson le pidió que grabasen una versión de la canción de Bob Dylan "Mr. Tambourine Man" con instrumentación eléctrica. Sin embargo, a pesar del entusiasmo de White hacia el proyecto, fue incapaz de convencer a sus compañeros de Kentucky Colonels sobre la viabilidad y finalmente, The Byrds fue la banda elegida por Dickson para su grabación y publicación.
Para cuando la alineación original de Kentucky Colonels finalizó a finales de 1965, White ya era un guitarrista reconocido y respetado. Abandonó temporalmente el bluegrass y cambió su guitarra acústica Martin D-28 por una Fender Telecaster, con la intención de convertirse en músico de estudio como su admirado James Burton. Esta transición hizo que tuviese que modificar su técnica con la mano derecha, cambiar de las cuerdas abiertas a tocar todo el traste con la mano izquierda y practicar el uso de controles de volumen y tono. Sin embargo, no tardó demasiado en aprender y comenzó a tocar temas de artistas como Ricky Nelson, The Monkees y Vern Gosdin.
A comienzos de 1966, White conoció a Gene Parsons y Gib Guilbeau en unas sesiones de grabación de los hermanos Gosdin y, poco después, empezó a tocar en directo con ellos en clubs de California, además de tocar para ellos como músico de sesión, que publicaban bajo los alias Cajun Gib y Gene. Durante 1966 White también comenzó a tocar un grupo de country llamado Trio, que incluía al batería Bart Haney y al ex Kentucky Colonel Roger Bush al bajo. En otoño de ese año, como resultado de su amistad con Gilbeau, Parsons y los Gosdin Brothers, se le pidió participar como guitarrista principal en el álbum debut del antiguo Byrd Gene Clark, Gene Clark with the Gosdin Brothers. White también participó brevemente en la gira con la banda de Clark poco después.
Durante las sesiones de grabación con Clak, White reconectó con el bajista Chris Hillman, a quien conoció a inicios de los años 60 cuando este era miembro de la banda de bluegrass The Hillmen. Hillman era en ese momento miembro de The Byrds y en diciembre de 1966, invitó a White a contribuir como guitarrista principal en sus canciones "Time Between" y "The Girl with no Name"; ambas aparecen en el disco de The Byrds Younger Than Yesterday. La naturaleza country de ambas canciones era ajena a la banda hasta el momento y fue indicador de la posterior experimentación del grupo con este tipo de música en sus siguientes trabajos. White también contribuyó como guitarrista en el siguiente álbum, The Notorious Byrd Brothers, y en su disco de country rock de 1968, Sweetheart of the Rodeo.

### Nashville West
Para mediados de 1967, White comenzó a tocar con The Reasons (también conocido como Nashville West), junto al bajista Wayne Moore, Parsons y Guilbeau. La banda tocaba sobre todo en el club Nashville West en El Monte, California, por lo que tomaban prestado su nombre del mismo club. Fueron de las primeras bandas en tocar una mezcla clara de country y rock, aunque la banda International Submarine Band, con Gram Parsons, exploraban un sonido similar en la misma época. En 1979 se publicó un álbum en directo de Nashville West, del que el historiador musical Richie Unterberger luego dijo que "era de interés histórico para cualquiera que estuviese interesado en las raíces del country-rock". Además de tocar con Nashville West, White también era miembro de otra banda que tocaba en ese club llamada The Roustabouts.
En julio de 1967, White con la discográfica de Gary Paxton Bakersfield International y publicó un par de sencillos: "Tango for a Sad Mood" b/w "Tuff and Stringy" y "Grandma Funderbunks Music Box" b/w "Riff Raff". También se dice que grabó un disco para la discográfica, pero que nunca llegó a ver la luz.
Durante 1967, mientras a White y Parsons tocaban con Nashville West, inventaron un artilugio que permitía a Clarence simular el sonido de una pedal steel guitar con su Fender Telecaster de 1954.

### The Byrds
Después de la partida del cantante y guitarrista de The Byrds Gram Parsons en julio de 1968, incitaron a White a unirse a la banda como miembro a tiempo completo, donde permaneció hasta que la banda se separó definitivamente en febrero de 1973. Esto convierte a White en el segundo miembro más duradero de la banda después de McGuinn. White entró gracias a la sugerencia del bajista Chris Hillman, quien pensaba que sería capaz de tocar el material antiguo y también adaptarse al nuevo sonido country de la banda.

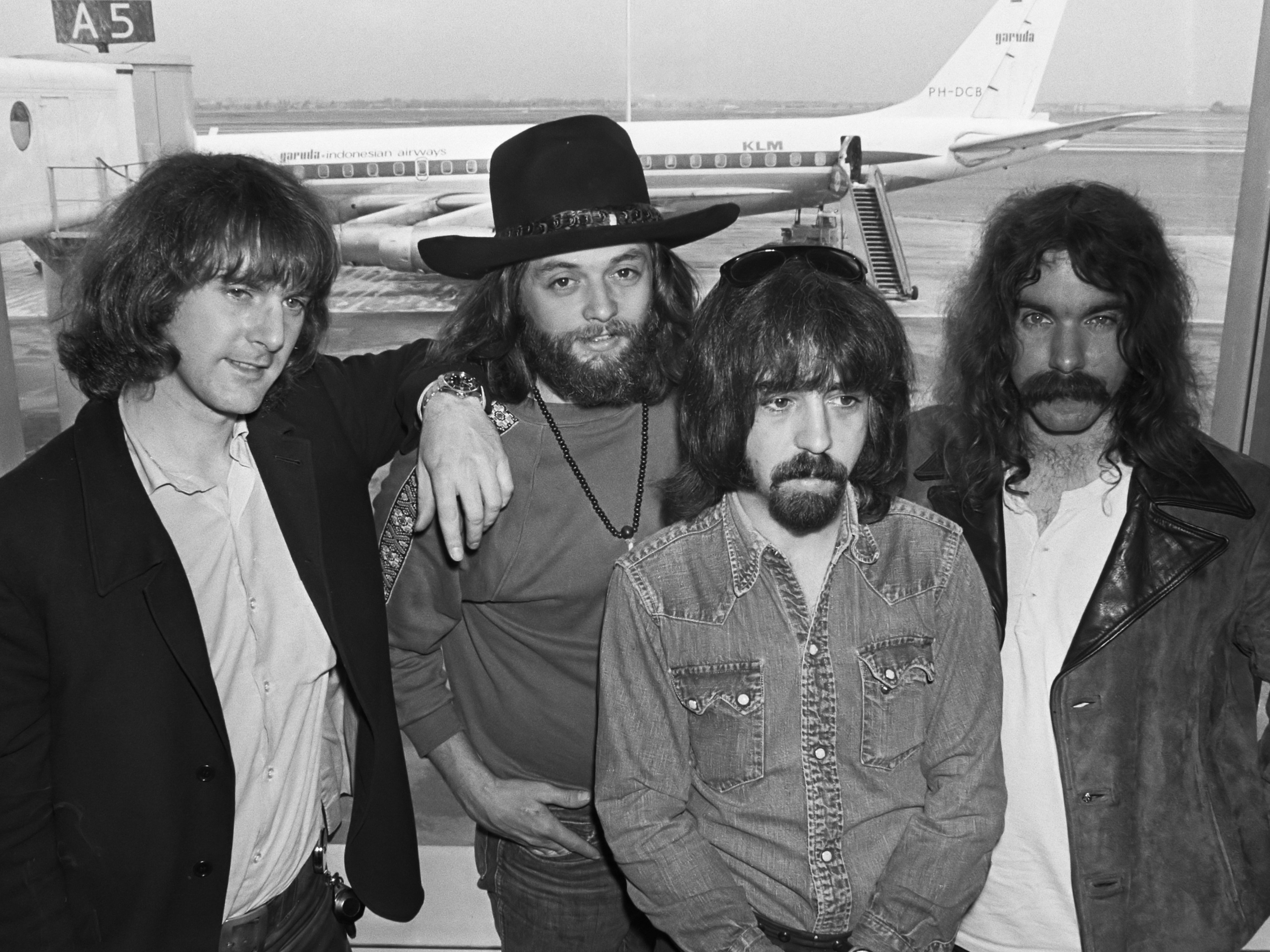
Clarence White (tercero por la izquierda) de gira con The Byrds en los Países Bajos en junio de 1970.

Al poco tiempo, White comenzó a mostrar su disconformidad con el batería del momento Kevin Kelley. En poco tiempo, ya había convencido a McGuinn y Hillman para que le cambiasen por su amigo de Nashville West, Gene Parsons. Hillman se marchó del grupo un mes después de la llegada de White para poder formar The Flying Burrito Brothers junto con Gram Parsons. En esta misma época, White y Gene Parsons hicieron unos ensayos con Hillman y Gram Parsons, como parte de una versión prototipo de The Flying Burrito Brothers. Sin embargo, ambos decidieron declinar la oferta y seguir con la "nueva" versión de The Byrds de McGuinn.
Esta versión de The Byrds, formada por McGuinn, White y Parsons, junto al bajista John York (septiembre de 1968-septiembre de 1969) y Skip Battin (septiembre de 1969-febrero de 1973), publicó cinco álbumes de estudio y salió de gira casi ininterrumpidamente entre 1969 y 1972. El periodista musical Steve Leggett dijo que, a pesar de que la formación original es la que se lleva más elogios y atención, esta versión tenía muchas más virtudes en directo. De forma similar, los autores Scott Schinder y Andy Schwartz han comentado que The Byrds de la época de White no consiguieron el éxito comercial de la formación original, pero que tenían un gran directo.
El primer disco con White como miembro es Dr. Byrds & Mr. Hyde, publicado a principios de 1969. El disco incluye una versión reeditada del instrumental "Nashville West", además de un tributo a la canción tradicional "Old Blue", que es el primer tema en el que se usó el StringBender de Parsons y White. Ballad of Easy Rider se publicó en noviembre de 1969, que incluye la canción "Oil in My Lamp", que supone la primera vez que White adquiere el papel de cantante principal.
En 1970 publicaron el álbum doble (Untitled), que consiste en un LP en directo y otro de estudio. En el momento de su publicación, el disco recibió tanto éxito comercial como de crítica; llegó al puesto número 40 en el Billboard y al 11 en el UK Albums Chart. Dos de las canciones de estudio tienen a White como cantante líder: una versión de "Truck Stop Girl" de Lowell George y una rendición a "Take a Whiff on Me" de Leadbelly.
Byrdmaniax se publicó en 1971 y White cantaba en "My Destiny", compuesta por Helen Carter, y "Jamaica Say You Will", compuesta Jackson Browne. Además, White aparece acreditado como compositor, junto a Parsons, del instrumental de bluegrass "Green Apple Quick Step", en la cual también participa el padre, Eric White, tocando armónica. Farther Along se publicó en noviembre de 1971 y fue el último disco de la era White en The Byrds.
White canta el himno gospel que da título al disco, "Farther Along", y en una versión de "Bugler" de Larry Murray. En esta última también toca la mandolina y, según el musicólogo Tim Connors, es "la mejor canción del disco, y de lejos la mejor participación vocal de White con la banda".
Después de la publicación de Farther Along, siguieron de gira a lo largo de 1972, sin publicar nada nuevo. A finales de 1972, se reunieron los cinco miembros originales, y poco después McGuinn decidió disolver la formación y volver a la original. A Parsons ya se le había despedido en julio de 1972 y McGuinn se deshizo de Battin a comienzos del año siguiente. El último concierto de la era White tuvo lugar el 24 de febrero de 1973, en el The Capitol Theatre de Passaic, Nueva Jersey.
A pesar de que White estuvo en el estudio o de gira la mayoría del tiempo entre 1969 y 1972 con The Byrds, White continuó trabajando como músico de estudio con diversos artistas. En esta época tocó con Joe Cockeren su álbum Joe Cocker! de 1969, en 12 Songs de Randy Newman en 1970 y en el disco de 1972 de The Everly Brothers Stories We Could Tell. A comienzos de 1971, White también contribuyó en el disco de Paul Siebel Jack-Knife Gypsy y en L.A. Getaway de Joel Scott-Hill, John Barbata y Chris Ethridge. Otros discos en los que participó tocando guitarra fueron Hand Sown ... Home Grown de Linda Ronstadt (1969), el álbum debut de Rita Coolidge (1971), Minnows de Marc Benno (1971), Jackson Browne de Jackson Browne (1972), Roadmaster de Gene Clark  (1973) y en tres discos de Arlo Guthrie: Running Down the Road (1969), Washington County (1970) y Hobo's Lullaby (1972).

### Después de Byrds y fallecimiento
A mediados de febrero de 1973, poco antes de la ruptura de la alineación que incluía a White en The Byrds, White unió fuerzas con Peter Rowan, David Grisman, Richard Green y Bill Keith para crear el supergrupo de bluegrass Muleskinner. Publicaron un disco en directo grabado en televisión titulado Muleskinner Live que no llegó a ver la luz hasta 1992.
Debido al éxito de esta aparición, Warner Bros. Records les ofreció un contrato para grabar un único disco. Las sesiones de grabación se hicieron en el Record Plant de Los Ángeles entre el 27 de marzo y el 14 de abril de 1973, con Richard Greene y Joe Boyd como productores. La música que grabaron para el disco Muleskinner (a.k.a. A Potpourri of Bluegrass Jam) era una mezcla de country rock, bluegrass tradicional y bluegrass progresivo (o "newgrass"). Además, es uno de los primeros discos de bluegrass en contar con batería completa. Se publicó en la segunda mitad de 1973 y es considerado como uno de los inicios del bluegrass progresivo.
Además de su trabajo con Muleskinner, White también trabajó en el disco debut de su amigo Gene Parsons Kindling. Después de la grabación de Muleskinner en abril de 1973, White se reunió con sus hermanos Roland y Eric para una gira europea como The White Brothers (a.k.a. The New Kentucky Colonels). Herb Pedersen y Alan Munde acompañaron al trío a la guitarra y banyo, respectivamente. Después de un puñado de conciertos en California, The White Brothers partieron a Europa en mayo de 1973. Uno de los conciertos de la banda en Suecia de 1977 se publicó después con el título de The White Brothers: The New Kentucky Colonels Live in Sweden 1973, mientras que otro de sus conciertos de Breda en los Países Bajos se publicó en 2013 con el título de Live in Holland 1973.
De regreso a Estados Unidos, la última gira de White fue junto a The New Kentucky Colonels en junio de 1973, como parte de un festival con cuatro fechas que incluía a artistas como Gram Parsons, Emmylou Harris, Country Gazette, Sneaky Pete Kleinow, Gene Parsons, Byron Berline y Chris Ethridge, entre otros. Después de esto, White entró en el estudio de grabación con el productor Jim Dickson el 28 de junio para comenzar un disco en solitario. Completó un total de seis canciones, cuatro de las cuales se publicaron en el disco Silver Meteor: A Progressive Country Anthology de 1980. White murió el 14 de julio de 1973 atropellado por un conductor borracho.

## Influencia musical
Clarence White ayudó a popularizar la guitarra acústica como instrumento principal de la música bluegrass, siguiendo el trabajo de guitarristas como Doc Watson. Antes del estilo flatpicking comenzado por Watson y White, la guitarra era estrictamente un instrumento rítmico. La mayoría de los músicos flatpicker del siglo XX citan a White como influencia, como Dan Crary, Norman Blake y Tony Rice. Este último posee y toca la guitarra de White de 1935 Martin D-28. David Grier y Russ Barenberg son otros guitarristas influenciados por el trabajo de White. También fue influencia para Jerry Garcia de Grateful Dead, quien viajó con la banda de White en 1964.
Junto a Gene Parsons, también miembro de The Byrds, White inventó el aparato B-Bender, que alza la cuerda si un tono y así emula el sonido de una pedal steel guitar. Arlen Roth, muy influenciado por este estilo, no sabía que White y Parsons habían inventado un B-bender, por lo que desarrolló su propia forma de conseguir la técnica solo usando los dedos. Marty Stuart, otro guitarrista influenciado por White, es dueño y usa la Fender Telecaster de 1954 que pertenecía a White y lleva el prototipo B-Bender.
El periodista musical Alec Palao dijo de White que es "uno de un puñado de grandes instrumentistas de la música popular del siglo XX", añadiendo que "las ondas creadas por la idiosincrática forma de tocar del guitarrista todavía resuenan en el bluegrass, country y rock 'n' roll." En 2003, White se posicionó en el puesto número 41 de la lista de los 100 mejores guitarristas según la revista Rolling Stone.

## Discografía seleccionada
NOTAS:
- No se incluyen los álbumes en los que toca como músico de estudio, excepto Dobro Country, en el cual se le acredita específicamente.
- Las fuentes son:[11][71]

### Kentucky Colonels
- The New Sound of Bluegrass America (1963)
- Appalachian Swing! (1964)
- The Kentucky Colonels (1974)
- Livin' in the Past (1975)
- Kentucky Colonels 1965-1966 (1977)
- Scotty Stoneman, Live in LA with the Kentucky Colonels
- Kentucky Colonels 1966 (1979)
- Clarence White and the Kentucky Colonels (1980)
- The Kentucky Colonels On Stage (1984)
- Long Journey Home (1995)
- Live in Stereo (1999)
- Bush, Latham & White (2011)

### Tut Taylor, Roland and Clarence White
- Dobro Country (1964)

### Nashville West
- Nashville West (a.k.a. The Legendary Nashville West Album) (1979) - Grabaciones en directo de 1967.

### The Byrds
- Dr. Byrds & Mr. Hyde (1969)
- Ballad of Easy Rider (1969)
- (Untitled) (1970)
- Byrdmaniax (1971)
- Farther Along (1971)
- Live at the Fillmore – February 1969 (2000)
- Live at Royal Albert Hall 1971 (2008)
- The Lost Broadcasts (2011) - Grabaciones en directo de The Byrds en 1971 en el programa de televisión Beat-Club.

### Muleskinner
- Muleskinner (aka A Pot Pourri de Bluegrass Jam) (1973)
- Muleskinner Live: Original Television Soundtrack (1992)  - Grabaciones en directo de un programa de teleción en 1973.

### The New Kentucky Colonels
- The White Brothers: The New Kentucky Colonels Live in Sweden 1973 (1977)
- Live in Holland 1973 (2013)

### Clarence White
- 33 Acoustic Guitar Instrumentals (2003) - Grabado en 1962.
- Tuff & Stringy Sessions 1966–68 (2003) - Varias sesiones de estudio.
- Flatpick (2006) - Grabado en 1964, 1967, 1970 y 1973.
- White Lightnin' (2008) - Varias grabaciones 1962–1972.

### Tut Taylor & Clarence White
- Tut & Clarence Flatpickin' (2003)